# Dictionnaire de l'Académie française

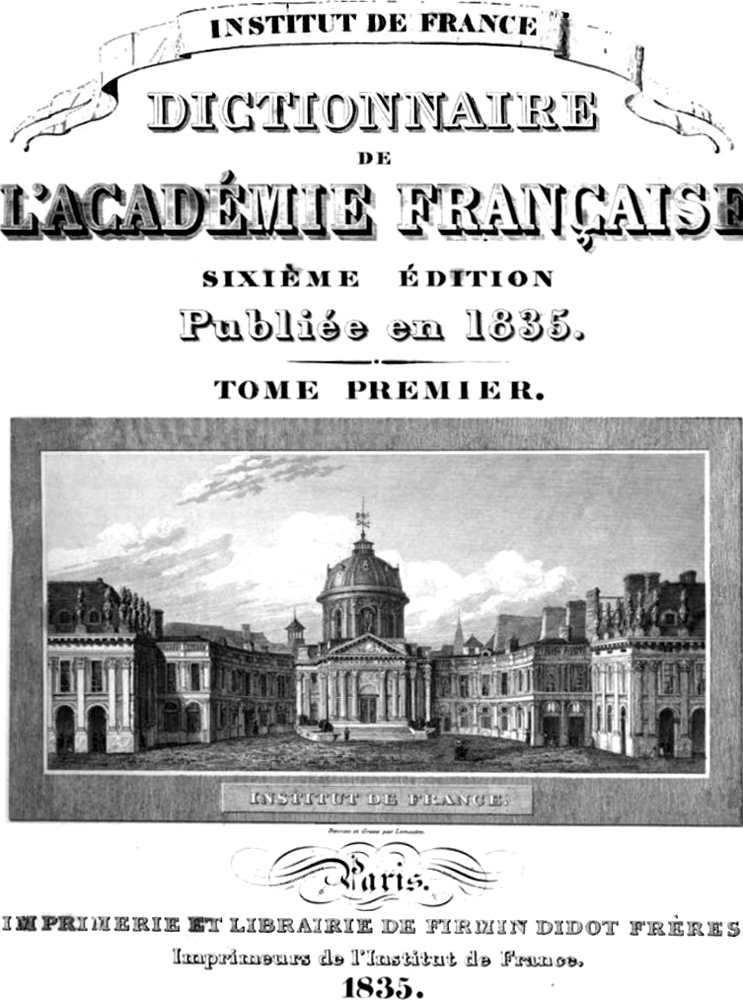
Dictionnaire de l’Académie française

O Dictionnaire de l'Académie française (DAF) ou Dicionário da Academia Francesa é um dicionário, desde 1694, cuja redação – sob a direção de seu secretário-geral perpétuo – e distribuição constituem uma das missões da Academia Francesa.

## Novas edições digitalizadas
Em 2019, foi realizada uma nova digitalização completa das primeiras 8 edições do Dicionário da Academia, a partir das edições originais guardadas na Biblioteca do Institut de France. Este projeto foi realizado em parceria com a Biblioteca Nacional da França, como parte do novo portal digital do Dicionário, que passou a integrar essas versões digitalizadas (desde dezembro de 2019).
As novas edições digitalizadas do Dicionário estão acessíveis no portal Gallica  através dos links abaixo
| Edição              | Catálogo BnF | Gallica                    |
| ------------------- | ------------ | -------------------------- |
| 1re edição (1694)   | BnF          | tome 1 (A-L), tome 2 (M-Z) |
| 2e edição (1718)    | BnF          | tome 1 (A-L), tome 2 (M-Z) |
| 3e edição (1740)    | BnF          | tome 1 (A-K), tome 2 (L-Z) |
| 4e edição (1762)    | BnF          | tome 1 (A-K), tome 2 (L-Z) |
| 5e edição (1798)    | BnF          | tome 1 (A-K), tome 2 (L-Z) |
| 6e edição (1835)    | BnF          | tome 1 (A-H), tome 2 (I-Z) |
| 7e edição (1878)    | BnF          | tome 1 (A-H), tome 2 (I-Z) |
| 8e edição (1932-35) | BnF          | tome 1 (A-G), tome 2 (H-Z) |